# Ligneyrac
 Ligneyrac  (en occitano Linhairac) es una comuna    y población de Francia, en la Región de Nueva Aquitania, departamento de Corrèze, en el distrito de Brive-la-Gaillarde y cantón de Midi Corrézien.
Su población en el censo de 2017 era de 299 habitantes.
Está integrada en la Communauté de communes Midi Corrézien.

## Demografía
| 339 | 356 | 267 | 298 | 284 | 283 | 300 |
| Para los censos de 1962 a 1999 la población legal corresponde a la población sin duplicidades (Fuente: INSEE [Consultar]) |     |     |     |     |     |     |